# Guilty of Love (film)
Guilty of Love er en amerikansk stumfilm fra 1920 af Harley Knoles.

## Medvirkende
- Dorothy Dalton som Thelma Miller
- Julia Hurley som Martha
- Henry Carvill som Dr. Wentworth
- Augusta Anderson som Mrs. Watkins
- Edward Langford som Norris Townsend
- Charles Lane som Goddard Townsend
- Douglas Redmond som David
- Ivy Ward som Mary
- Lawrence Johnson som Bob